# Boomie Richman
Abraham Samuel „Boomie“ Richman (* 2. April 1922 in Brockton, Massachusetts; † 22. März 2016 in Boynton Beach, Florida) war ein US-amerikanischer Jazzmusiker (Tenorsaxophon, Baritonsaxophon, Klarinette, Bassklarinette, Flöte, Piccolo), bekannt als Tenorsaxophonist aus dem Tommy Dorsey Orchester.
Er spielte zunächst lokal in Boston und zog 1942 nach New York City, wo er freischaffend arbeitete, unter anderem mit Jerry Wald (1942), Muggsy Spanier (1944) und George Paxton (1945). Von 1945 bis 1951 war er in der Big Band von Tommy Dorsey, mit dem er häufig aufnahm.
Danach war er Studiomusiker in New York, spielte aber auch nebenbei weiter Jazz, unter anderem immer wieder mit Benny Goodman in der ersten Hälfte der 1950er Jahre. Er spielte im Sauter-Finegan-Orchester, mit Ruby Braff, Al Cohn, Red Allen und Cootie Williams. Er war noch in den 1970er Jahren aktiv, allerdings nicht mehr als Jazzmusiker. Als Studiomusiker spielte er über die Jahre unter anderem in den TV Shows von Dick Cavett, Pat Boone, Andy Williams, Patti Page, Perry Como und Jimmy Dean. 1972 ging er in den Ruhestand.
Er begleitete Sänger wie Rosemary Clooney, Ella Fitzgerald, Frank Sinatra, Lena Horne, Sammy Davis junior, Tony Bennett, Judy Garland (Carnegie Hall 1958), Buddy Holly (1958 auf True Love Ways) und Peggy Lee und mit Nat King Cole. Er nahm nie unter eigenem Namen auf.

## Lexikalischer Eintrag
- Ian Carr, Digby Fairweather, Brian Priestley: Rough Guide Jazz. Der ultimative Führer zur Jazzmusik. 1700 Künstler und Bands von den Anfängen bis heute. Metzler, Stuttgart/Weimar 1999, ISBN 3-476-01584-X.